# 南昌公交运输集团
江西南昌公共交通运输集团有限责任公司（英語：JIANGXI NANCHANG PUBLIC TRANSPORTATION GROUP CO,.LTD.；简称：南昌公交运输集团、南昌公交集团）/南昌市公共交通总公司（简称：南昌公交总公司）是一家位于江西省南昌市的运营公共交通的运输公司，运营南昌市辖区内全部公交车线路；成立于1950年7月。

## 历史
1950年7月南昌市公共汽车管理所成立，1953年改组为南昌市公共汽车公司。:361
1968年市公共汽车公司改称人民汽车公司；1971年7月第一条无轨电车投入运行；1972年市人民汽车公司更名为市公共交通公司。:361
2009年7月23日，改由南昌市政公用投资控股有限责任公司控股100%。
2015年6月30日江西南昌公共交通运输集团有限责任公司（简称：江西南昌公交运输集团）成立，该公司是在原南昌市公共交通总公司基础上将南昌市出租汽车有限公司、南昌市第二出租汽车公司等城市交通运输公司整合成立的。值得一提的是两家公司之后保持并存，可视为一个公司两个注册企业载体，但对外宣传投资均以江西南昌公共交通运输集团有限责任公司名义，南昌市公共交通总公司一名不活跃。同年总部从老城区搬迁至红谷滩。
2024年8月30日，原南昌公交集团下属子公司江西永修顺祥公共交通运输有限公司全部线路移交江西九江长途汽车运输集团有限公司永修公司运营。

## 主要部门
除一公司所有公司主运营区域均有公交线路前往核心陈区（即老城区和红谷滩核心区）
- 一公司：主要经营核心城区和解放东路沿线公交线路
- 二公司：主要经营红谷滩核心城区和九龙湖区域公交线路
- 三公司：主要经营城东（青山湖北、高新区）和、下南昌县乡下公交线路
- 四公司：主要经营城南（莲塘往南、象湖新城）和、上南昌县乡下公交线路
- 五公司：主要经营新建湾（长堎）里城区、以及上新建和湾里乡下公交线路
- 六公司：主要经营经开区城区、以及下新建乡和经开区乡下公交线路
- 七公司：主要为BRT而成立，主营城区八一大道到昌南客运站和解放东路的BRT主力公交

## 主要子公司
- 丰城惠信公共交通运输有限公司45.0%（168路公交）
- 江西赣江新区公共交通运输有限公司100%（新祺周附近公交）
- 江西洪城出行科技有限公司100%（南昌市区共享单车品牌：洪城乐骑行）
- 南昌公交顺瑞运输有限公司100%（进贤县城公交运营）
- 南昌机场公交巴士有限公司55.0%（与江西省机场集团公司合资）[9]
- 江西凯马百路佳客车有限公司31.34%

## 相关
- 南昌公交